# Колединский, Леонид Владимирович
Колединский, Леонид Владимирович (17 февраля 1952, Минск) — белорусский археолог. Кандидат исторических наук. Доцент.

## Биография
Леонид Колединский родился в 1952 году в Минске.
В 1977 году окончил Белорусский государственный университет.
С 1974 по 1994 году работал в Институте истории Академии Наук Беларуси (АН БССР): до 1977 года старшим лаборантом, с 1977 по 1986 годы младшим научным сотрудником, с 1986 по 1992 годы научным сотрудником, затем старшим научным сотрудником отдела археологии средневекового периода.
С 1985 по 1986 и с 1991 по 1993 годы — преподавал в Белорусском государственном педагогическом университете, Белорусской академии искусств и Минском университете культуры.
С 1995 по 2013 год преподавал археологию в Белорусском государственном педагогическом университете.
С 2013 года — старший научный сотрудник в отделе архитектуры Центра исследований белорусской культуры, языка и литературы НАН Беларуси. С 2016 года работает в республиканской лаборатории историко-культурного наследия этого же центра, в 2019 году стал его докторантом.

## Научная деятельность
Сфера научных интересов Леонида Колединского — материальная культура городов Белоруссии X—XVIII веков.
В 1991 году под руководством профессора П. Ф. Лысенко защитил кандидатскую диссертацию по теме «Верхний замок Витебска в XI—XVII веках».
Проводил археологические раскопки Верхнего замка в Витебске, в Слуцке, Василинках Слуцкого района и Копыле.
Принимал участие в археологических раскопках в Таймоново, Берестье, Несвижского замка, Минске (Верхний город, Лошица, Немига, Сухарава). Принимал участие в раскопках могильника Куропаты.
Собирал памятники истории и культуры в Витебском, Кореличском, Чаусском и Узденский районе.
Один из авторов первого тома энциклопедии «Гісторыя Беларусі» и четвёртого тома энциклопедии «Археалогія Беларусі».
Автор около 500 научных, энциклопедических и научно-популярных статей, а также двух монографий.